# Elisabeth Lesnik
Elisabeth Lesnik (Lebensdaten unbekannt) ist eine ehemalige deutsche Fußballspielerin.

## Karriere
Lesnik gehörte der SSG 09 Bergisch Gladbach an, mit der sie zweimal das Finale um die Deutsche Meisterschaft erreichte und diese auch gewann.
Zunächst kam sie im Hinspiel am 18. Juni 1977 im heimischen Kreisstadtstadion in Bergisch Gladbach beim torlosen Unentschieden gegen die NSG Oberst Schiel, dann im Rückspiel am 25. Juni 1977 auf den Sandhöfer Wiesen in Frankfurt-Niederrad zum Einsatz. Das Spiel und Titel entscheidende Tor erzielte ihre Mitspielerin Ingrid Gebauer in der 31. Minute.
In der übernächsten Saison bestritt das am 17. Juni 1979 im Städtischen Stadion an der Grünwalder Straße in München ausgetragene Hinspiel gegen den FC Bayern München, das mit 3:2 gewonnen wurde. Das am 24. Juni 1979 im heimischen Stadion An der Paffrather Straße ausgetragene Rückspiel wurde durch das frühe und spielentscheidende Tor von Doris Kresimon in der zweiten Minute bereits entschieden.

## Erfolge
- Deutscher Meister 1977, 1979